# Мартін Васкес
Мартін Васкес (ісп. Martín Emilio Vázquez Broquetas, 14 січня 1969, Монтевідео, Уругвай) — уругвайський футбольний арбітр. У вільний від суддівства час працює службовцем. Володіє іспанською, португальською та англійською мовами. Арбітр ФІФА, судить міжнародні матчі з 2001 року. Судив ігри на Олімпійських іграх 2008 року, матчі Кубку Лібертадорес, кваліфікаційні раунди ЧС-2006 та ЧС-2010. Один з арбітрів розіграшу фінальної стадії чемпіонату світу 2010 в ПАР. Потрапив у список арбітрів, що обслуговують ЧС-2010 після того, як Карлос Амарілья з Парагваю не зміг скласти кваліфікаційний тест. У середньому за гру показує 5,84 жовтих (максимальний показник серед суддів ЧС) і 0,85 червоних карток, рекорд — 11 жовтих і 3 червоних (дані на липень 2010 року).